# Herb Nadrenii-Palatynatu

Herb Nadrenii-Palatynatu

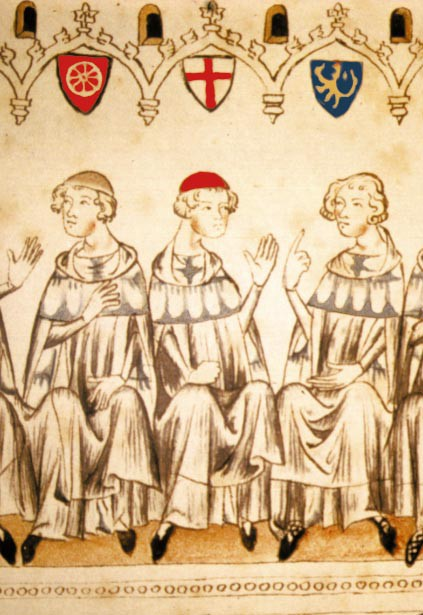
Elektorzy Moguncji, Trewiru i Palatynatu (1341)

Godło Nadrenii-Palatynatu to połączone herby dawnych państw Świętego Cesarstwa Rzymskiego, które znajdowały się na terenie dzisiejszego landu Nadrenia-Palatynat: arcybiskupstwa Trewiru (krzyż), arcybiskupstwa Moguncji (koło) i należącego do rodu Wittelsbachów elektoratu Palatynatu (lew) – znane są od XIII wieku. Korona, stylizowana jako pięć płatków winorośli, jest  symbolem dumy i lokalnego patriotyzmu, gdyż spośród trzynastu niemieckich obszarów winnic aż sześć znajduje się na terenie tego landu.